# Normativa tecnica
L'uso del termine “normativa tecnica” identifica una categoria di pubblicazioni, un genere letterario editoriale, un gruppo di opere; utilizzato da editori tradizionali ed elettronici.
Accezione comune largamente usata per indicare (singolare per il plurale) l'insieme delle norme applicabili nel settore tecnico (norme tecniche per le costruzioni, regolamenti, leggi, decreti, ordinanze, delibere).